# John Easter
Pour les articles homonymes, voir Easter (homonymie).

John Easter, né le 17 décembre 1945 à Shawford, dans le comté d'Hampshire et mort le 11 janvier 2016, est un joueur de squash représentant l'Angleterre. Il atteint la 15e place mondiale en janvier 1978, son meilleur classement.
Il est le père de l'international de rugby à XV Nick Easter.
Il est champion d'Europe par équipes en 1973.

## Biographie
Il grandit à Oxford et fréquente le Christ Church College de 1966 à 1968. Pendant ce temps, il joue également au cricket pour l'équipe collégiale. Il obtient un diplôme spécialisé en philosophie, en sciences politiques et en économie. Plus tard, il travaille dans le secteur financier.
On lui diagnostique la maladie de Parkinson en 2006 et il meurt le 11 janvier 2016. Il était marié et avait deux fils et une fille. Les deux fils, Mark et Nick Easter, sont des joueurs de rugby professionnel.

## Palmarès

### Titres
- Championnats d'Europe par équipes : 1973

### Finales
- Championnats du monde par équipes : 2 finales (1971, 1973)